# Необычайные приключения Адель Блан-Сек
Необыча́йные приключе́ния Аде́ль Блан-Сек (фр. Les aventures extraordinaires d’Adèle Blanc-Sec) — серия комиксов, созданная французским комиксистом Жаком Тарди, в жанре альтернативой истории и «фэнтези с газовыми фонарями». В 2010 году состоялась премьера одноименной экранизации, снятой Люком Бессоном и частично основанной на сюжетах первых четырёх историй.

## Описание серии
Главная героиня серии отчаянная журналистка Адель Блан-Сек, готовая ввязаться в опасные приключения ради интересной статьи. На протяжении серии действие разворачивается во Франции или на территории французских колоний. Однако события, связанные непосредственно с Адель, приключаются в Париже и его предместьях. Она сталкивается со множеством фантастических существ: криптидами, ожившими мумиями, фольклорными персонажами и другими. Среди её соратников и противников не менее колоритные персонажи: безумные учёные, оккультисты, маги и правительственные агенты. Основное действие разворачивается в начале XX века перед и сразу после Первой мировой войны.
С точки зрения литературной формы, комиксы об Адель можно атрибутировать, как метаповествование, так как каждое приключения становится источником для бульварных романов, которые пишет главная героиня.

## Адель Блан-Сек
Анархистка. Ни бога, ни господина! Она крайне скептична по отношению к любым институциям.Жак Тарди
Как объяснял сам Тарди, образ Адель — это смелая эмансипированная женщина нового столетия, прототипом которой стала Каролина Реми. Когда ему поступило предложение разработать новую приключенческую серию, он захотел уйти от популярных мужских героев, но «родилась идея женского персонажа, который будет ровней всем этим существующим мужским персонажам».
Адель умна. У неё скверный характер. Она может оскорбить, подразнить и иногда жестока даже к тем, кто проявляет о ней заботу. Живёт одна, превыше всего ставит независимость. Ненавидит, когда звонит телефон. Адель презирает политиков и открыто издевается над полицией. Она живёт, как ей заблагорассудится, нарушает закон, неоднократно разоблачает высокопоставленных чиновников, в причастии к преступлениям. Но не удивляется этому.
Она элегантна. Любит шляпки в стиле прекрасной эпохи, над которыми посмеиваются другие персонажи. Носила длинные волосы, собранные в тугой пучок, заколотый острой шпилькой, которую иногда использовала, как оружие. 11 ноября 1918 года обрезала их, сделав короткую стрижку. Она нравится мужчинам, которые не стесняются восхищаться её красотой. Благосклонна к тем, кто живо увлечён своим делом, например, к Мужино, учёному исследующему тихоходок, и к авантюристам. В первой истории, которая разворачивается в ноябре 1911 года, ей примерно 24 или 25 лет.
Изначально Адель работала журналисткой и автором детективных романов. Она виртуозно владеет печатной машинкой и иногда работает сидя прямо в ванной; ванна — её любимый способ расслабиться. Впоследствии переключается на описание собственных приключений которые, впрочем, публика принимает за фантастические бульварные романы.

## Художественные особенности
Откуда корни фантастики в «Приключениях Адель»?

Что касается фантастики, то виной тому Фриц Ланг, а что касается аспекта «изобретения на пустом месте», то это Жюль Верн, что обеспечивает довольно-таки научно-поэтическую комбинацию захватывающих ситуаций и дурацких историй, которые не так-то просто соотносятся. Просто позволяешь себе увлечься всем этим почти как ребенок.
События историй разворачиваются в альтернативной Франции, эпохи Fin de siècle, а конкретнее между 1911 и 1922 годами. По сюжетным мотивам Адель не участвует в Первой мировой войне. Во вселенной комикса присутствуют фантастические технологии, мистические способности и невозможные существа. Стилистически и жанрово мир комикса близок к стимпанку, фэнтези с газовыми фонарями и классическим французским авантюрным романам Жюля Верна и серии о джентльмене-грабителе Арсене Люпене.
Изначально, для журнальных публикаций, комикс рисовался чёрно-белым. Но, впоследствии, для отдельных альбомных изданий — раскрашивался. Жак Тарди признаётся одним из классиков франко-бельгийской школы комиксов, который обладает ярко узнаваемым стилем рисунка. Признанием этому служит, в частности, фильм «Аврил и поддельный мир», концепцию которого разработал Тарди. Аниматоры, в свою очередь, сочли необходимым графическое решение фильма стилизовать под его комиксы. Серия комиксов про Адель принесла Тарди известность и популяризовала его визуальную стилистику, объединяющую карикатурность рисунка и серьёзность тем, поднимаемых на страницах.

Несмотря на то, что «Приключения Адель Блан-Сек» принадлежат к авантюрному жанру, в них затрагиваются такие вопросы, как права человека, феминизм, вопросы гендера и пола и политическая критика. Впоследствии Тарди получил высокое признание за работы, откровенно и жёстко высказывающиеся на политические и исторические темы, в частности, об эпохе Революции и Первой мировой войны. Но сам автор предпочитает, чтобы к Адель не относились серьёзнее, чем она того заслуживает: 
[В комиксах об Адель] нет, ничего кроме того, что можно прочитать каждый день в газете — продажные полицейские, коррумпированные политики — немного ужасающий список. Адель — анархистка, она невероятно подозрительно относится к любым ведомствам, обличённым властью. Но «Приключения Адель» — это точно не политический комикс. Не в этом его смысл.

#### Издания на русском языке
- «Необыкновенные приключения Адель Блан-Сек»[a], том 1, книги 1–3, — М: КомпасГид, 2021[9], ISBN 978-5-907178-65-6

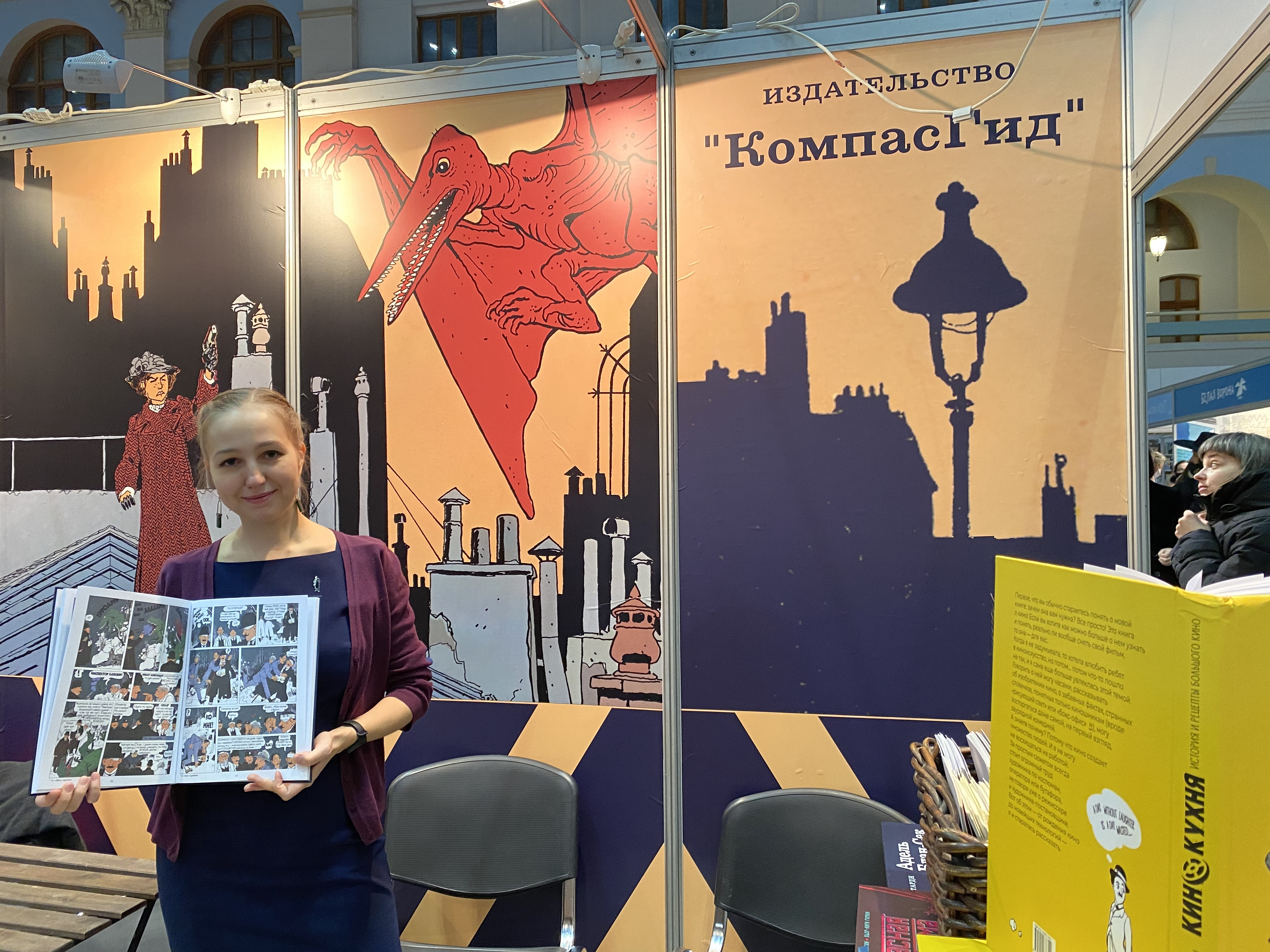
Издание на русском языке увидело свет зимой 2021 года, презентация состоялась в рамках выставки «Non/fiction» №23 в первых числах декабря.

- «Необыкновенные приключения Адель Блан-Сек», том 2, книги 4–6, — М: КомпасГид, 2022, ISBN 978-5-907514-37-9
- «Необыкновенные приключения Адель Блан-Сек», том 3, книги 7–9, — М: КомпасГид, 2024, ISBN 978-5-907514-92-8

## Критика
Серия получила широкое признание во Франции, а также переведена на английский и русский языки. 

В 1990-х серия публиковалась в США издательствами NBM Publishing и Dark Horse, а в 2010-х переиздана в издательстве Fantagraphics. Автор сайта GoodComicBooks.com Уилл Понд писал:

На рисунок Тарди приятно смотреть, он яркий и полон жизни. В его руках Париж 1911 года — это оживленная столица, всё ещё хранящая дух и облик XVIII века. Его стиль рисунка угловатый и мультяшный, […] и можно сравнить с работой Кевина О'Нила для Лиги выдающихся джентльменов. […] Книга великолепна. Даже когда мне приходилось возвращаться к прочитанным страницам, чтобы собрать события воедино, я не возражал, так мог взглянуть на них ещё раз.
А критик журнала Darker отмечал многочисленные аллюзии и узнавания, с которыми столкнётся читатель: 
[…] тут есть всё то, что мы так искренне и страстно полюбили когда-то в детстве и несём через всю жизнь. Динозавры! Безумные учёные! (Правда, очень уж обаятельные.) Магия! Приключения! Погони! Яркие персонажи, в которых можно влюбиться! «Приключения Адели» наполнены теми яркими красками, что и романы Конан-Дойля, Хаггарда и Берроуза. И всё это в декорациях старой-доброй Европы и её колониального наследия. 

## Экранизация
| Рейтинг         | Рейтинг |
| --------------- | ------- |
| IMDB            | [ 12 ]  |
| Rotten Tomatoes | [ 13 ]  |

Идея об экранизации комикса возникла сразу после выхода первого альбома в 1976-м году. Первое предложение поступило от японской мультипликационной студии, сделать экранизацию в формате сериала. Появлялись предложения об экранизации «Адель» и в 1990-х годах, однако довести проект до киноэкрана удалось только режиссёру Люку Бессону. Вот, как он вспоминал об этом: 
Я влюбился в его героиню, Адель, еще лет десять назад. Я пытался связаться с Тарди, но, к сожалению, он уже договорился об экранизации «Приключений Адель» с другим режиссёром. Тогда это меня немного огорчило, но я был доволен тем, что он выбрал замечательного режиссера и пожелал им удачи. Потом я с нетерпением ждал выхода фильма на экран, но этого так и не произошло. Спустя три или четыре года, я снова позвонил Тарди, и он сообщил мне, что у него возникли разногласия с тем конкретным режиссером и вообще со всем кинематографом в целом. Он начисто отвергал идею экранизации. Мне пришлось приложить немало усилий, чтобы заставить его пересмотреть своё мнение. […] Так прошел еще год, прежде чем нам удалось выкупить права, которые его агент перепродал кому-то еще. В итоге, спустя шесть лет ожидания и переговоров, Тарди, наконец-то, согласился продать мне права на свою «Адель».
Премьера картины состоялась 9 апреля 2010 года в рамках Брюссельского международного кинофестиваля фантастических фильмов. Роль Адель исполнила французская модель и актриса Луиза Бургуэн. Фильм имел международный кинопрокат и был преимущественно тепло встречен критиками и зрителями, хотя и не стал кассовым хитом.

### Комментарии
1. ↑  Первый том включает в себя три книги: «Адель и чудовище», «Демон Эйфелевой башни» и «Безумный учёный»[8]. Официальный анонс состоялся 24 марта 2021 в рамках Non/fiction №22
2. ↑  После успеха сериала о муми-троллях в 1969 году, японские студии продолжили поиск европейских произведений для экранизаций. Например, см. историю создания мультфильма Панда большая и маленькая.